# بحورتة
بحورتة قرية سوريّة تتبع إداريّاً لمحافظة حلب منطقة أعزاز ناحية أخترين، بلغ تعداد سكانها 754 نسمة حسب التعداد السكاني لعام 2004.